# Krestavi pir
Krestavi pir (lat. Agropyron cristatum), trajnica iz porodice trava (Poaceae), raste prvenstveno u umjerenom biomu, i raširena je  po umjerenoj Euroaziji i sjevernoj Africi. Udomaćena je i u Sjevernoj Americi, gdje je uvedena u Velike ravnice i međuplaninske regije kako bi poboljšala pašnjake, ali se sada se smatra problematičnim korovom, koji potiskuje domaću vegetaciju i smanjuje raznolikost krme.
A. cristatum otporan je na hladnoću i sušu s dubokim vlaknastim korijenskim sustavom koji mu omogućuje da se uspješno natječe s domaćim biljkama i korovom. Sadi se kao stočna hrana na 10-26 milijuna hektara u Sjevernoj Americi.

## Opis
Naraste od 0,3-0,9 m  (1-3 stope) u visinu. Stabljike su uspravne s ravnim listovima koji su široki oko 2-6 mm  (0,08-0,24 inča). Listovi su s donje strane glatki, a s gornje blago ljuskavi.
- A. cristatum
- A. cristatum
- A. cristatum
- Agropyron cristatum, ilustracija